# Klasztor Emaus w Pradze
Klasztor Emaus (czes. Emauzský klášter) – zabytkowy klasztor benedyktynów w Pradze, zwany Na Slovanech lub Emauzy, założony 21 listopada 1347 przez cesarza i króla czeskiego Karola IV. Znajduje się w dzielnicy Praga 2 na Nowym Mieście, między ulicami Vyšehradská, Trojická, Pod Slovany i Na Slovanech. 
Klasztor został założony na podstawie przywileju papieża Klemensa VI z 1346 roku. Zbudowany na skalnym pagórku nieopodal dawnego kościoła św. Kosmy i Damiana, był on częścią architektonicznego założenia Nowego Miasta w Pradze. Przy klasztorze wybudowano w 1371 kościół pod wezwaniem Panny Marii, św. Hieronima, słowiańskich świętych Cyryla i Metodego oraz czeskich świętych - świętego Wojciecha i świętego Prokopa z Sazawy. Poświęcenie klasztoru miało miejsce 29 kwietnia 1372, a dokonał go arcybiskup Pragi Jan Očko z Vlašimi. W czasie konsekracji odczytano fragment ewangelii św. Łukasza mówiący o spotkaniu zmartwychwstałego Jezusa przez dwóch uczniów zdążających do Emaus, co znalazło później swój wyraz w potocznej nazwie klasztoru. W zamyśle cesarza miał być to ośrodek liturgii słowiańskiej, co było świadomym nawiązaniem do działalności św. Cyryla i Metodego. 
Klasztor, wraz z czterema innymi kościołami ufundowanymi przez Karola IV, wyznacza na planie miasta kształt krzyża. Kierunek północ - południe wyznaczają lokalizacje kościołów św. Katarzyny i Zwiastowania Maryi Panny na słupie, a wschód - zachód – kościół Panny Marii i św. Karola Wielkiego oraz klasztor Emaus. Ramiona tego architektonicznego krzyża przecinają się w miejscu zajmowanym przez kościół św. Apolinarego. 
W latach 1419–1589 klasztor znajdował się w rękach husytów (utrakwistów). Na początku panowania Rudolfa II wrócił on w ręce katolików. W 1636 objęli go benedyktyni z katalońskiego klasztoru w Montserrat, którzy z kolei w 1880 zostali zastąpieni przez zakonników z Niemiec. W 1920 przywrócono tu sprawowanie liturgii słowiańskiej. W 1942 gestapo aresztowało opata i skierowało go do obozu koncentracyjnego, pozostałych zakonników wygnano, a w klasztorze otworzono szpital wojskowy.
14 lutego 1945 kościół i klasztor doznały znacznych zniszczeń na skutek bombardowania w czasie alianckiego nalotu. Zespół klasztorny, odbudowywany po wojennych zniszczenia przez benedyktynów, którzy powrócili z wygnania, został w roku 1950 upaństwowiony i przekazany Czechosłowackiej Akademii Nauk (utworzono tu Zakład Historii), co spowodowało emigrację części zakonników do Włoch (sam opat znalazł się w radzieckim łagrze). Wieże kościoła, pierwotnie barokowe z XVII–XVIII wieku, odbudowano w końcu lat 60., nadając im współczesną formę, co było źródłem licznych kontrowersji. Po 1989 benedyktyni odzyskali kościół i klasztor. W 2003, kiedy odbudowa kościoła została zakończona, poświęcono nowy ołtarz, a pierwszą mszę odprawiono - zgodnie z wezwaniem - w Poniedziałek Wielkanocny 21 kwietnia 2003.
W latach 1908–1918 opatem klasztoru był Alban Schachleiter (1861-1937), utrzymujący w późniejszych latach ścisłe kontakty z NSDAP i proszony przez Hitlera o odprawienie dla niego mszy św. przed inauguracją Reichstagu w marcu 1933, do czego nie doszło z powodu zawieszenia go w obowiązkach w dniu 17 III 1933 z powodu krytyki na łamach Volkischer Beobachter antynazistowskich listów pasterskich biskupów katolickich.

## Galeria

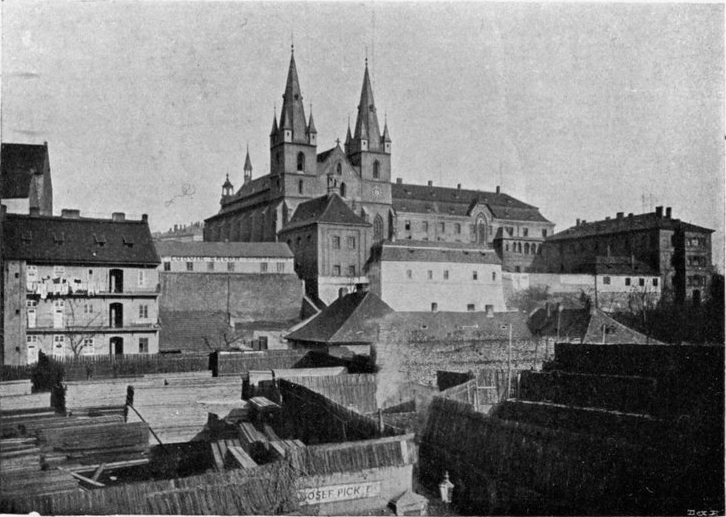
Widok od Wełtawy na przełomie XIX i XX wieku
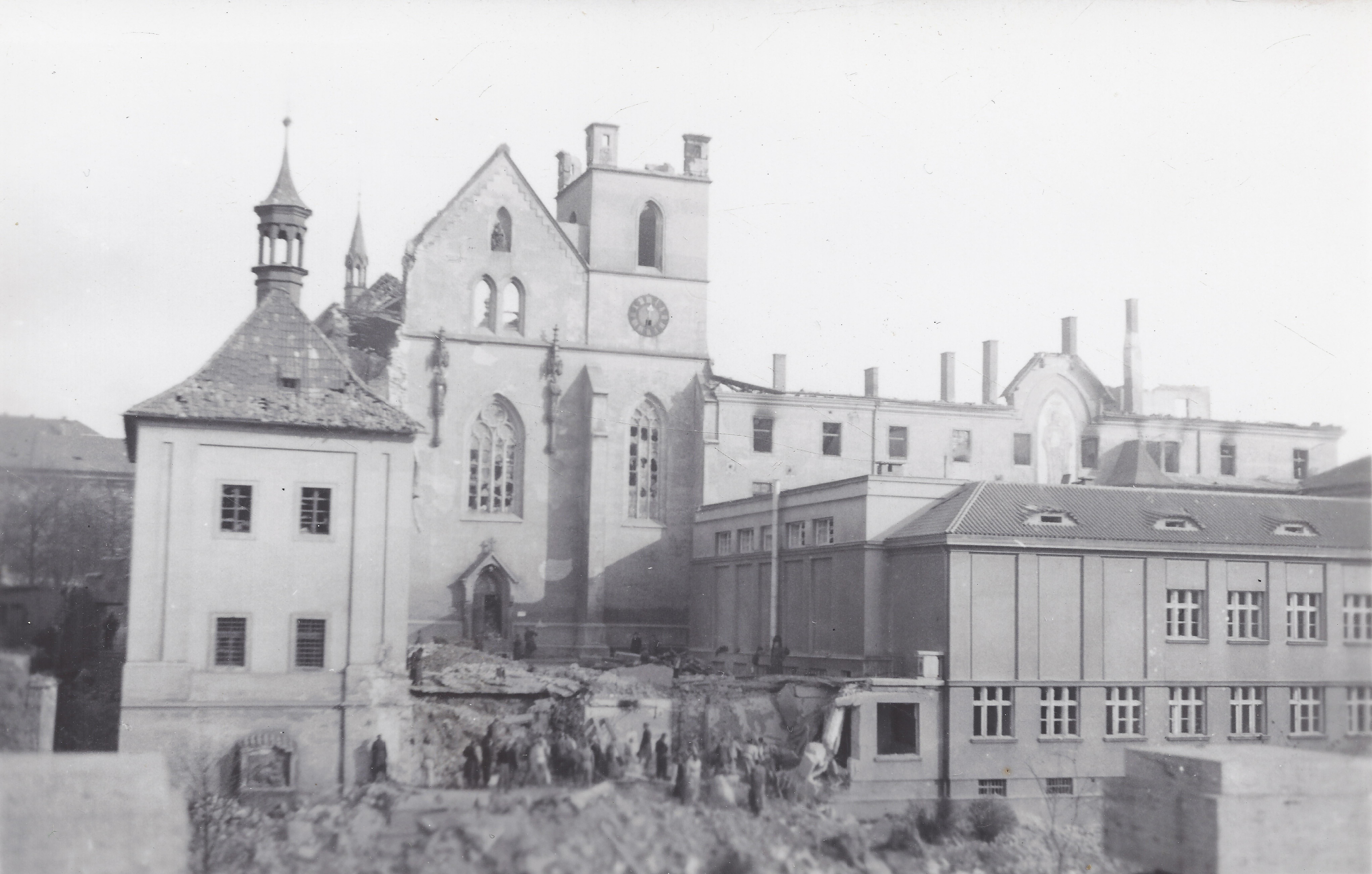
Klasztor Emaus po bombardowaniu 14 lutego 1945 roku